# Укрнафтогазпрофспілка
Укрнафтогазпрофспілка — профспілка працівників нафтової і газової промисловості України.

## Історія
Професійна спілка працівників нафтової і газової промисловості України утворена в червні 1977 року на базі профспілки працівників нафтової, хімічної і газової промисловостей.
Перша конференція, на якій була створена Нафтогазпрофспілка, відбулася в Києві 21 червня 1977 року. Головою президії Республіканського комітету профспілки був обраний Кицун Василь Павлович.
На ІІ і ІІІ виборній конференції, у 1983 і 1987 році, Головою республіканського комітету профспілки працівників нафтової і газової промисловості обирався Василь Тимофійович Градюк який обіймав цю посаду до 1990 року.
IV Українська республіканська конференція профспілки працівників нафтової і газової промисловості (1990 р.) прийняла Декларацію «Про вільну, незалежну профспілку працівників нафтової і газової промисловості України», затвердила Статут профспілки. Головою профспілки було обрано Олександра Григоровича Попела.
IV Українська республіканська конференція профспілки працівників нафтової і газової промисловості (1990 р.) прийняла Декларацію «Про вільну, незалежну профспілку працівників нафтової і газової промисловості України», затвердила Статут профспілки. Головою профспілки було обрано Олександра Григоровича Попела.
І з'їзд профспілки працівників нафтової і газової промисловості України відбувся 5 грудня 1995 року. Він прийняв Статут і Програму діяльності та обрав керівні органи профспілки.
У липні 2009 року на пленумі Центральної Ради профспілки працівників нафтової і газової промисловості України відбулися зміни керівника профспілки, головою Укрнафтогазпрофспілки був обраний Дмитришин Володимир Іванович.
На сьогоднішній день Укрнафтогазпрофспілка об'єднує 5 територіальних профорганізацій (Полтавську, Львівську, Івано-Франківську обласні Ради, Харківський обласний комітет, Київська міська профспілкова організація) і 4 міжрегіональних профорганізацій (об'єднані профспілкові організації АТ «Укргазвидобування», ПАТ «Укрнафта», АТ «Укртранснафта», Рада Голів профкомів АТ «Укртрансгаз»).

## Чисельність
Загалом профспілка налічує 177 первинні профорганізації, загальна кількість членів профспілки становить 118 тис.
Незважаючи на те, що за період незалежності чисельність Нафтогазпрофспілки скоротилася майже на 17 тис. членів профспілки, вона залишається одним із найпотужніших об'єднань України.

## Міжнародна діяльність
Розв'язанню численних внутрішніх завдань і проблем профспілкового життя галузі підпорядкована й міжнародна діяльність Центральної Ради профспілки працівників нафтової і газової промисловості України. За час, що минув, профспілка співпрацювала і налагоджувала зв'язки з профспілковими організаціями інших країн, зокрема, шляхом участі в роботі міжнародних профспілкових організацій і об'єднань. Вона є членом Міжнародної конфедерації професійних спілок працівників нафтової, газової промисловості і будівництва нафтогазового комплексу, Міжнародної організації профспілок працівників хімічної, гірничодобувної промисловості, енергетики та різноробочих (ІСЕМ).
Крім того, профспілка підтримує прямі зв'язки з окремих питань із профспілками Росії, Республіки Білорусь, Греції, Сербії, Чорногорії, Італії.

## Керівники
- 1977—1983 рр. — Кицун Василь Павлович;
- 1983—1990 рр. — Градюк Василь Тимофійович;
- 1990—2009 рр. — Попел Олександр Григорович;
- 2009 — по теперішній час — Дмитришин Володимир Іванович.